# ルノー・8
ルノー・8(Renault 8/R8)は、フランスのルノーが製造・販売していた自動車である。

## 概要
4CVやドーフィンの流れを汲むリアエンジンのセダンで、新開発のスムーズな5ベアリング・エンジンやこのクラス初の4輪ディスクブレーキなど、当時の1リッター車としてはかなり贅沢な機構、各種装備が与えられていた。ボディデザインはアルファロメオが1960年に発表した、前輪駆動のプロトタイプ車「ティーポ103 (tipo 103)」に大変よく似ており、これは1950年代と1960年代にルノーとアルファ・ロメオが、業務提携を結んでいた影響である。搭載された新開発の直列4気筒956ccエンジンは44ps(32kW)を発生した。1963年Wheels Magazineによるオーストラリア・カー・オブ・ザ・イヤー (Australia's Car of the Year Award)を受賞。
1964年にはよりパワフルな1108ccエンジンを搭載した8 マジョール (8 Major) (R1132)が追加された。さらに同年、モータースポーツ用のベースモデルとしてさらにパワフルなエンジンを搭載した8 ゴルディーニ 1100 (8 Gordini 1100) (R1134)も追加された。このモデルは排気量こそベースの1100 マジョールと同じだが、2基のツインチョーク・キャブレターを装備し、ベースモデルの約2倍にあたる95psを発生した。なおゴルディーニ・モデルはブルーにホワイトストライプの入ったボディカラーのみであった。
1965年にはR8のボディを延長してトランク容量を拡大し、装備をより充実させた上級モデルであるR10が登場している。同年Jaegerが開発したオートマティック(AT)を搭載したモデルが追加された。これはドーフィンに搭載されていた物と同じタイプで、ダッシュボードに設置されたプッシュボタンで操作する3速AT。
1966年にエンジンを1255ccにアップし、フルシンクロのクロスレシオ5速マニュアル・ギアボックスやフロントの追加ランプなどを装備した8 ゴルディーニ 1300 (R1135)が登場。1968年上級モデルR10と共にマイナーチェンジが実施され、全車1108ccエンジンとなりダッシュボードのデザインも変更された。同時にウェーバー製キャブレターとゴルディーニと同じ4灯式ヘッドランプを装備した8S (R1136)を追加。8Sのボディカラーはイエローのみ。また1965年で一旦消えていた、「マジョール」の名称を再度復活させた。1970年には後継車に当たるR12用1289ccエンジンを追加。
フランスでの生産は1971年で終了し、前輪駆動のR12やR6が後を継ぐ形となった。
フランス本国の他にもベネズエラ、ブルガリア、ルーマニア、メキシコ、オーストラリア、モロッコ、カナダ、アルジェリアでも組立が行われ、スペインのFASA-Renaultと、メキシコでは1976年まで生産が続けられた。この内、ブルガリアで生産された車両はBULGARRENAULT 8、ルーマニアで生産された車両はダチア 1100 (Dacia 1100)という名称で販売された。
当時のインポーター日英自動車によって正規輸入が行われていた。

## 車名
フランス語では「8」を「ユイット」(仏: huit)と読む。